# Joanna Podsadecka
Joanna Podsadecka (ur. 14 czerwca 1985 w Bytomiu) – polska dziennikarka, redaktorka i pisarka.

## Życiorys
Absolwentka dziennikarstwa i komunikacji społecznej oraz latynoamerykanistyki na Uniwersytecie Jagiellońskim w Krakowie.
W latach 2005–2016 publikowała na łamach serwisu Wirtualnej Polski, głównie recenzje książek i artykuły na temat literatury. Dorobek pisarski Joanny Podsadeckiej obejmuje m.in. książki o Jerzym Turowiczu Gen ryzyka w sobie miał… i Krąg Turowicza. Tygodnik, czasy, ludzie: 1945-99, wspólnie z Witoldem Beresiem i Krzysztofem Burnetko.
W 2016 opublikowała wywiad z ks. Janem Kaczkowskim Dasz radę. Ostatnia rozmowa, a w 2017 książkę o ks. Janie Kaczkowskim Sztuka czułości oraz wywiad z Markiem Kamińskim Idź własną drogą. Redaktorka wydanej w 2016 książki Grunt pod nogami autorstwa ks. Jana Kaczkowskiego, która została uznana za Bestseller Empiku 2016. 
Autorka Bądź zmianą – książkowej rozmowy z Markiem Kamińskim (przede wszystkim o No Trace Expedition) z 2020. Redaktorka książki Żona pianisty zawierającej wspomnienia Haliny Szpilman (2020) oraz Miłość w czasach niepokoju – tomu niepublikowanych wykładów ks. Józefa Tischnera o miłości (2021).

## Publikacje
- 2012: Gen ryzyka w sobie miał...
- 2013: Krąg Turowicza. Tygodnik, czasy, ludzie: 1945-99.
- 2016: Dasz radę. Ostatnia rozmowa.
- 2017: Sztuka czułości; Idź własną drogą.
- 2020: Bądź zmianą.